# Fotbalové rozestavení

Pyramida

Rozestavení hráčů na hřišti neboli formace je důležitým prvkem fotbalové taktiky. Označuje počet hráčů v obranné, záložní a útočné linii (týká se jen hráčů v poli, brankář je vždycky jeden). Jednotliví trenéři mívají svá oblíbená rozestavení, zároveň však musejí vycházet z toho, jaké typy hráčů mají k dispozici. Systém je třeba také přizpůsobit podle stylu hry soupeře, zároveň se volí ofenzivnější nebo defenzivnější rozestavení podle toho, zda tým chce nastřílet co nejvíce gólů, nebo zda se spokojí s bezbrankovou remízou. Během utkání se může počáteční schéma změnit podle vývoje zápasu (např. posílení útoku při nepříznivém stavu nebo nutnost reagovat na vyloučení popř. zranění klíčového hráče).
Hráči jsou zařazováni na jednotlivé pozice podle svých schopností: obránci musejí být důrazní a hrát dobře hlavou, od záložníků se očekává rychlost a individuální technika a fotbalisté s nejpřesnější střelou nastupují v útoku. Zpravidla se také nasazuje na levou stranu hřiště hráč, který má silnější levou nohu.
V počátcích fotbalu se poziční hra neuplatňovala, všichni se hnali za míčem. K prvnímu mezistátnímu utkání v historii nominovali v roce 1872 Skotové dva obránce, dva záložníky a šest útočníků, Angličané měli na hřišti dokonce jediného obránce, jediného záložníka a osm útočníků (navzdory tomu zápas skončil bezbrankovou remízou). Až na konci 19. století se ustálilo rozestavení zvané pyramida: dva stopeři, tři záložníci a pětičlenný útok, který tvořili pravé křídlo, pravá spojka, střední útočník (od toho se čekalo, že bude dávat nejvíc gólů), levá spojka a levé křídlo. Uspořádání bylo hodně statické, hráči si museli držet své vymezené pozice.

WM-systém

V roce 1925 bylo změněno ofsajdové pravidlo: útočník byl v postavení mimo hru teprve tehdy, když byl mezi ním a brankovou čarou jeden hráč soupeře (obvykle brankář). V reakci na tuto změnu začal hrát Arsenal FC pod vedením Herberta Chapmana lépe zabezpečenou variantu pyramidy. Obě spojky se stáhly do hloubi pole, takže rozestavení útočníků připomínalo písmeno W, zatímco střední záložník operoval mezi oběma obránci, takže zadní řady měly podobu písmene M. Proto se tomuto stylu hry začalo říkat WM-systém. Z Anglie se rozšířil do celého světa a největší rozvoj zaznamenal v poválečných letech. V Československu se WM-systém začal zavádět nařízením shora až po roce 1948.

Brazilský systém

V padesátých letech začal v Maďarsku zavádět Béla Guttmann systém, který označil číselným zápisem 4-2-4 (tedy čtyři obránci, dva záložníci a čtyři útočníci). K dokonalosti jej dovedli Brazilci na mistrovství světa ve fotbale 1958, proto se mu říkalo také brazilský systém. Toto rozestavení si ovšem mohl dovolit jen tým s kvalitními a fyzicky skvěle vybavenými záložníky. Slabší týmy měly problém s kontrolou středu pole, proto se časem všeobecně přešlo na úspornější schéma 4-3-3.
Od sedmdesátých let se začal prosazovat totální fotbal, který byl založen na prolínání jednotlivých linií, obzvláště žádaným hráčem se stal univerzál, který mohl dobře zahrát na kterémkoliv postu. Preferuje se vířivý pohyb, tedy středoví a krajní hráči si při útočení nacvičenými signály prohazují pozice, aby zmátli bránící tým. Objevilo se také rozlišování ofenzivních a defenzivních záložníků, příkladem byl systém 4-2-2-2, který provozovala francouzská fotbalová reprezentace v osmdesátých letech. Rozestavení hráčů tak časem přestalo být striktní, cenila se hlavně flexibilita hráčů.

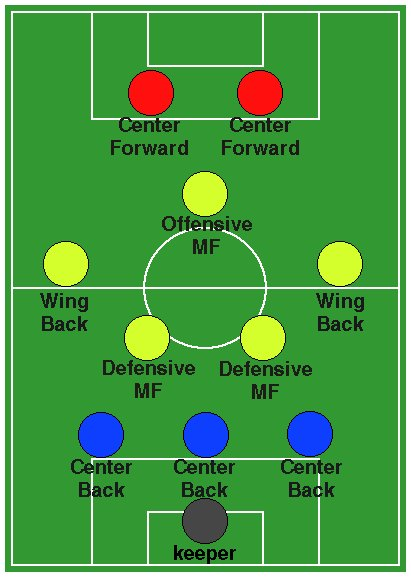
3-5-2

V současnosti je nejfrekventovanějším základním rozestavením 4-4-2, jehož průkopníkem byl Alf Ramsey; podle něj se jmenuje i britský fotbalový časopis FourFourTwo. Jeho variantou je 4-1-2-1-2, tzv. diamant, kterou hrál AC Milán pod vedením Carla Ancelottiho: střední záložníci nehráli vedle sebe, ale za sebou, tj. jeden podporoval útok a druhý obranu. V poslední době se objevuje i schéma 4-5-1, tedy s jediným útočníkem, kterému se říká hrot. V devadesátých letech byl populární systém 3-5-2 (používala ho i česká fotbalová reprezentace), přičemž jeden z obránců často plnil roli libera.